# قطعنامه ۱۷۹۵ شورای امنیت
قطعنامه  ۱۷۹۵ شورای امنیت سازمان ملل متحد که در تاریخ ۱۵ ژانویه ۲۰۰۸ تصویب شد، سندی بین‌المللی دربارهٔ بررسی وضعیت در ساحل عاج است. این قطعنامه طی نشست ۵۸۲۰ام با ۱۵ رای موافق، ۰ مخالف و ۰ ممتنع تصویب شد.